# Heliotropium taftanicum
Heliotropium taftanicum är en strävbladig växtart som beskrevs av Karl Heinz Rechinger. Heliotropium taftanicum ingår i Heliotropsläktet som ingår i familjen strävbladiga växter. Inga underarter finns listade i Catalogue of Life.